# Conductance électrique
Pour les articles homonymes, voir Conductance.
Ne doit pas être confondue avec la conductivité électrique.
La conductance électrique d'un matériau conducteur soumis à une différence de potentiel quantifie sa capacité à laisser passer un courant électrique. C'est une grandeur réelle, définie comme l'inverse de la résistance..

## Définition
La conductance électrique {\displaystyle G} caractérise la capacité d'un corps à laisser passer un courant. Elle est définie comme l'inverse de la résistance :
{\displaystyle G={\frac {1}{R}}}
Elle peut s'exprimer à partir de la loi d'Ohm : 
{\displaystyle G={\frac {I}{U}}}

## Unité
La conductance électrique  s'exprime dans le Système international en siemens (symbole : S).

## Quantification
À l'échelle de l'Ångström, le transport de charge électrique dans un circuit de faible section est dominé par le traitement quantique du déplacement balistique des électrons. Le confinement de l'onde transverse dans la faible section impose alors une quantification de la conductance électrique, fonction de la charge élémentaire e et de la constante de Planck h, la conductance élémentaire G0 étant donnée par :
{\displaystyle G_{0}={2e^{2} \over h}=77.461\mu S={1 \over 12\ 906}\Omega ^{-1}}

## Exemple
Dans une solution ionique :
{\displaystyle G=\sigma \times {\frac {S}{L}}}
Avec :
- {\displaystyle \sigma } : conductivité de la solution (S/m)
- {\displaystyle S} : surface de contact des plaques conductrices (m²)
- {\displaystyle L} : Distance entre ces plaques (m)